# Pedro Santa Cecilia
Pedro Santa Cecilia García, meglio noto come Pedro (Gijón, 10 marzo 1984), è un ex calciatore spagnolo, di ruolo difensore.

## Carriera
Ha giocato nella massima serie dei campionati spagnolo, belga e neozelandese.